# Dhrol
Dhrol är en stad i den indiska delstaten Gujarat, och tillhör distriktet Jamnagar. Folkmängden uppgick till 25 883 invånare vid folkräkningen 2011.
Runt staden fanns förr ett furstendöme med samma namn, vilket grundlades av den hinduiske rajputen Hardholji 1722.